# Брда (Коњиц)
Брда је насељено место у Босни и Херцеговини у општини Коњиц у Херцеговачко-неретванском кантону које административно припада Федерацији Босне и Херцеговине. Према прелиминарним резултатима пописа 2013. у несељу је живело 3 становника.
Прије рата у Босни и Херцеговини, насеље је било део општине Калиновик, а након рата постаје дио општине Коњиц у Федерацији Босне и Херцеговине.

## Становништво
Према прелиминарним резултатима пописа 2013. у несељу је живело свега 3 становника.

### Кретање броја становника по пописима
| година пописа  | 1948. | 1953. | 1961. | 1971. | 1981. | 1991. | 2013. |
| бр. становника | —     | —     | 76*   | 52*   | 27*   | 12*   | ≤ 3   |

- До краја 1995. насеље је било у саставу општине Калиновик.